# Helmuth von Pannwitz
Pour les articles homonymes, voir Pannwitz.
 (décembre 2019).
Si vous disposez d'ouvrages ou d'articles de référence ou si vous connaissez des sites web de qualité traitant du thème abordé ici, merci de compléter l'article en donnant les références utiles à sa vérifiabilité et en les liant à la section « Notes et références ».
Helmuth von Pannwitz, né le 14 octobre 1898 à Botzanowitz, arrondissement de Rosenberg-en-Haute-Silésie et exécuté le 15 janvier 1947 à Moscou, est un aristocrate prussien et lieutenant-général de la Wehrmacht qui fut commandant du 15e corps SS de cavalerie cosaque.

## Biographie
À l'âge de douze ans, Pannwitz commence sa carrière militaire chez les cadets à Wahlstatt près de Liegnitz en province de Silésie, là où sont éduqués également Paul von Hindenburg et Manfred von Richthofen. Il passe ensuite à l'Académie militaire des Cadets (Hauptkadettenanstalt) à Berlin-Lichterfelde. Après l'éclatement de la Première Guerre mondiale en 1914, il se porte volontaire dans l'armée prussienne et obtient en mars 1915 (à 16 ans) le grade de lieutenant. Il combat en France et dans les Carpates ; il est blessé plusieurs fois et est décoré des deux classes de la croix de fer.
Après la défaite allemande et la révolution de 1918-1919, il s'engage dans les corps francs de droite (Freikorps). Pannwitz participe à l'écrasement des insurrections de Silésie et au putsch de Kapp en 1920. Il échappe à un mandat d'arrêt pour le meurtre d'un rédacteur socialiste en fuyant en Pologne où il travaille comme agriculteur sur ses terres familiales des Radziwiłł près de Varsovie. Plus tard, il rejoint la Reichswehr noire sous une fausse identité et est impliqué dans plusieurs assassinats politiques. Il rentre en Allemagne en 1931 après une loi d'amnistie. Il devient membre du parti national-socialiste (NSDAP) et de la Sturmabteilung en Silésie ; en 1934, il participe à la répression sanglante d'Ernst Röhm et de ses fidèles pendant la « nuit des Longs Couteaux ».
En 1935 Pannwitz reprend le service actif au rang de Rittmeister et commandant d'un escadron du 2e régiment de cavalerie à Angerburg.

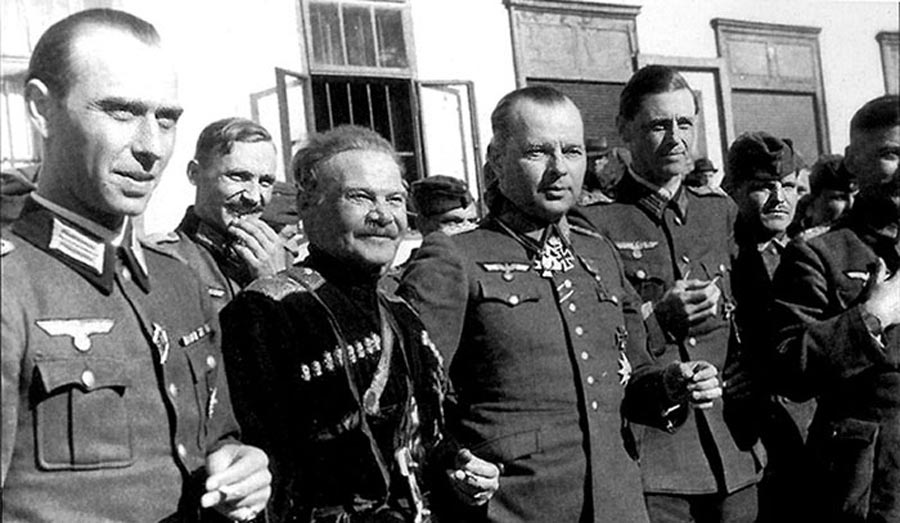
Pannwitz (centre) avec le général Andreï Chkouro (deuxième à partir de la gauche), 1943.

Au début de la Seconde Guerre mondiale, il était officier de la 45e division d'infanterie. Officier de tradition engagé à la tête de différentes unités de reconnaissance sur le Front de l'Est, il crée une unité cosaque de volontaires, qui devient en 1943 la 1re division cosaque (1. Kosaken-division) et par la suite le 15e corps de cavalerie cosaque (XV. Kosaken-Kavallerie-Korps).
Il est livré par les Britanniques, à la fin de la guerre, aux autorités soviétiques, ainsi que ses hommes allemands et cosaques avec leurs familles.
Jugé en 1946, il est pendu en janvier 1947, à Moscou avec plusieurs autres chefs cosaques comme l'ataman P. Krasnov et A.G. Chkouro. Il est enterré au cimetière allemand de Moscou.
Il est le dernier à porter le titre de Feldataman. Alors qu'il avait été réhabilité durant la présidence de Boris Eltsine, cette mesure a été annulée par Poutine. Sa mémoire est vénérée par les Cosaques.

## Décorations
- Croix de fer (1914)
  - 2e classe (16 septembre 1915)
  - 1re classe (27 janvier 1917)
- insigne des blessés (1914)
  - en Noir
- Croix d'honneur pour combattant 1914-1918 (20 décembre 1934)
- Médaille de service de longue durée de la Wehrmacht
- Agrafe de la croix de fer (1939)
  - 2e classe (23 septembre 1939)
  - 1re classe (5 octobre 1939)
- Insigne de combat général (18 juillet 1941)
- Médaille du front de l'Est
- Ordre de Michel le Brave
  - 3e classe (7 mai 1943)
- Ordre de la Couronne du roi Zvonimir avec étoiles et glaives
- Croix de chevalier de la croix de fer avec feuilles de chêne
  - Croix de chevalier le 4 septembre 1941 en tant que Oberstleutnant et commandant du Aufklärungs-Abteilung 45
  - 167e feuilles de chêne le 23 décembre 1942 en tant que Oberst et Führer du « Kampfgruppe von Pannwitz »